# Jatropha mollis
Jatropha mollis är en törelväxtart som beskrevs av Ferdinand Albin Pax. Jatropha mollis ingår i släktet Jatropha och familjen törelväxter. Inga underarter finns listade i Catalogue of Life.